# Corporal Izzy Schwartz
Corporal Izzy Schwartz, de son vrai nom Isadore Schwartz, est un boxeur américain né le 23 octobre 1900 à New York et mort le 8 juillet 1988. 

## Carrière
Il remporte le titre vacant de champion des poids mouches de la NYSAC (New York State Athletic Commission) le 16 décembre 1927 en battant aux points Newsboy Brown au Madison Square Garden. Schwartz conserve 5 fois son titre contre Routier Parra, Frisco Grande, Little Jeff Smith, Grande une seconde fois et Frenchy Belanger avant de le laisser vacant en novembre 1929 après une défaite sans titre en jeu contre Eugène Huat. Il met un terme à sa carrière de boxeur en 1932 sur un bilan de 64 victoires, 32 défaites et 12 matchs nuls.